# C6orf99
C6orf99 (англ. Chromosome 6 open reading frame 99) – білок, який кодується однойменним геном, розташованим у людей на 6-й хромосомі. Довжина поліпептидного ланцюга білка становить 202 амінокислот, а молекулярна маса — 22 766.
| 10         |  | 20         |  | 30         |  | 40         |  | 50         |
| ---------- |  | ---------- |  | ---------- |  | ---------- |  | ---------- |
| MNAAVPPEQA |  | HSCGWGTEGC |  | PCLRSTAIRQ |  | TFFPGGDQFQ |  | RDGGLAMLPI |
| LVSKFLASSD |  | PPVSVPEMLG |  | LQNRWRGMKN |  | EEHCPGSFFL |  | CKIRECVLNY |
| RFQLQHPGFQ |  | HYLQSSGRRD |  | RGRSEDKKPL |  | EAGVWCWDRG |  | GWDGSSRAVH |
| LLFRGVAHPS |  | LYLFPREDPP |  | RLLFPRLSLL |  | VCEQFWCYSA |  | TLLLAPLPAS |
| TC         |  |            |  |            |  |            |  |            |

A: Аланін

C: Цистеїн

D: Аспарагінова кислота

E: Глутамінова кислота

F: Фенілаланін

G: Гліцин

H: Гістидин

I: Ізолейцин

K: Лізин

L: Лейцин

M: Метіонін

N: Аспарагін

P: Пролін

Q: Глутамін

R: Аргінін

S: Серин

T: Треонін

V: Валін

W: Триптофан

Задіяний у такому біологічному процесі, як альтернативний сплайсинг. 